# Litlahekla
Litlahekla är en bergstopp i republiken Island. Den ligger i regionen Suðurland, 110 km öster om huvudstaden Reykjavík. Toppen på Litlahekla är 960 meter över havet.
Trakten runt Litlahekla är nära nog obefolkad, med mindre än två invånare per kvadratkilometer. Det finns inga samhällen i närheten. Trakten runt Litlahekla består i huvudsak av gräsmarker.